# Kelly Jo Minter
Kelly Jo Minter (Trenton, Nueva Jersey, 24 de septiembre de 1966) es una actriz estadounidense. Hizo su debut en el cine interpretando a Lorrie en la película Mask (1985). Después interpretó el papel de Denise Green en Summer School (1987), Maria en The Lost Boys (1987), Charlotta en 70 minutos para huir (1988), Yvonne Miller en A Nightmare on Elm Street 5: The Dream Child (1989), LaDonna en House Party (1990), Cheryl en Popcorn (1991) y Ruby Williams en The People Under the Stairs (1991). Además ha aparecido en algunos episodios de series de televisión como Hill Street Blues (1987), A Different World (1988), Martin (1993), ER (1996), Providence (2001) y Strong Medicine (2002). En 2010 hizo parte del elenco del documental Never Sleep Again: The Elm Street Legacy.

## Filmografía

### Cine
| Año  | Título                                       | Rol             | Notas      |
| ---- | -------------------------------------------- | --------------- | ---------- |
| 1985 | Mask                                         | Lorrie          |            |
| 1987 | Summer School                                | Denise Green    |            |
| 1987 | The Lost Boys                                | Maria           |            |
| 1987 | The Principal                                | Treena Lester   |            |
| 1988 | 70 minutos para huir                         | Charlotta       |            |
| 1989 | A Nightmare on Elm Street 5: The Dream Child | Yvonne          |            |
| 1989 | Cat Chaser                                   | Loret           |            |
| 1990 | House Party                                  | LaDonna         |            |
| 1991 | New Jack City                                | Adicta          |            |
| 1991 | Popcorn                                      | Cheryl          |            |
| 1991 | Doc Hollywood                                | Mulready        |            |
| 1991 | The People Under the Stairs                  | Ruby Williams   |            |
| 1993 | Sunset Grill                                 | Joanna          |            |
| 1996 | The Rich Man's Wife                          |                 |            |
| 1997 | Dead Men Can't Dance                         | Chrissie Brooks |            |
| 2003 | Tapped Out                                   | Angie           |            |
| 2010 | Never Sleep Again: The Elm Street Legacy     | Ella misma      | Documental |
| 2012 | After the Violence                           | Ella misma      | Documental |